# Rueyres (Francja)
Rueyres – miejscowość i gmina we Francji, w regionie Oksytania, w departamencie Lot.
Według danych na rok 1990 gminę zamieszkiwały 194 osoby, a gęstość zaludnienia wynosiła 21 osób/km² (wśród 3020 gmin regionu Midi-Pireneje Rueyres plasuje się na 869. miejscu pod względem liczby ludności, natomiast pod względem powierzchni na miejscu 1148.).